# Ернст Гартерт
Ернст Йоганн Отто Гартерт (Ernst Johann Otto Hartert; 29 жовтня 1859 — 11 листопада 1933) — німецький орнітолог.

## Біографія
Гартерт народився 1859 року в Гамбурзі. У липні 1891 року одружився з ілюстраторкою Клаудією Бернадін Елізабет Ендріс у Франкфурті-на-Майні. У пари народився син Йоахім Карл (1893—1916), який був убитий англійським солдатом на Соммі.
Разом зі дружиною він описав підвид колібрі Chalybura buffonii intermedia Hartert, E & Hartert, C, 1894, а також спільно опублікували статтю Про колекцію співочих птахів з Еквадору та Мексики (On a collection of Humming Birds from Ecuador and Mexico)
Гартерта найняв барон Волтер Ротшильд на посада куратора відділу орнітології приватного природознавчого музею Ротшильда з 1892 по 1929 рік.
Гартерт видавав щоквартальний музейний часопис «Novitates Zoologicae» (1894–39), а також «Британські птахи» (1912) з Френсісом Чарльзом Робертом Журденом, Норманом Фредеріком Тайсгерстом і Гаррі Форбсом Вітербі . Він також написав книгу Die Vögel der paläarktischen Fauna (1910–22). З науковою метою мандрував Індією, Африкою та Південною Америкою.
У 1930 році Гартерт перейхав у Берлін, де помер у 1933 році. 
Гартерт був наставником Ервіна Штреземанна.

## Роботи
- (1891). Katalog der Vogelsammlung im Museum der Senckenbergischen Naturforschenden Gesellschaft in Frankfurt am Main.
- (1897). Podargidae, Caprimulgidae und Macropterygidae.
- (1897). Das Tierreich.
- (1900). Trochilidae.
- (1902). Aus den Wanderjahren eines Naturforschers: Reisen und Forschungen in Afrika, Asien und Amerika, nebst daran anknüpfenden, meist ornithologischen Studien.
- (1903). Ueber die Pipriden-Gattung Masius Bp.
- (1910—1922). Die Vögel der paläarktischen Fauna: Systematische Übersicht der in Europa, Nord-asien und der Mittelmeerregion vorkommenden Vögel. Three volumes.
- Hartert, Ernst; Jourdain, F.C.R.; Ticehurst, N.F.; Witherby, H.F. (1912). A Hand-List of British Birds, with an account of the distribution of each species in the British Isles and abroad. London: Witherby & Co. OCLC 70467193. Архів оригіналу за 24 листопада 2020. Процитовано 7 серпня 2020.
- (1920). Die Vögel Europas.

## Епоніми
На його честь названо вид ящірок Hemiphyllodactylus harterti та 9 таксонів птахів:
- Hartertula
- Batrachostomus harterti
- Camaroptera harterti
- Tarphonomus harterti
- Phlogophilus harterti
- Asthenes harterti
- Thapsinillas harterti
- Eurylaimus harterti
- Ficedula harterti